# Polypedilum tetrachaetum
Polypedilum tetrachaetum är en tvåvingeart som först beskrevs av Maurice Emile Marie Goetghebuer 1919.  Polypedilum tetrachaetum ingår i släktet Polypedilum och familjen fjädermyggor.
Artens utbredningsområde är Belgien. Inga underarter finns listade i Catalogue of Life.